# 赣马镇
赣马镇为江苏省连云港市赣榆县下辖镇，位于县境中部，紧邻县城。被誉为“千年古镇、苏北古城”。近代历史上曾长期作为赣榆县县城驻地。
截至2007年，总面积86.4平方千米，辖36个行政村，75个自然村，22945户，8.2万人，耕地面积6.4万亩。

## 经济
2007年，全镇完成地区生产总值7.94亿元，财政总收人4425万元，一般预算收人2578万元，全社会固定资产投资完成6.05亿元，农民人均纯收人8196元。

## 行政区划
以下详细区划及数据采用2007年底统计信息。
2007年底，面积86.4平方千米，辖36个行政村，75个自然村。

### 城里村
由原城里、西关两个村合并而成。有9个村民小组，1245户，4230口人。耕地面积148.67公顷。2(X]7年工农业总产值1.62亿元，人均纯收人8841元。从事建筑业的约150户、餐饮业120户、养殖业80户、运输户50户。

### 马厂村
有8个村民小组，924户，3530口人。耕地面积113.73公顷。2007年工农业产值1.76亿元，人均纯收人8971元。从事皮革加工业有140户;从事畜牧屠宰业296户。

### 张元村
由原张元、冯顶两个村合并而成。有6个村民小组，855户，3141口人。耕地面积196.2公顷。2007年工农业总产值2.71亿元，人均纯收人9182元。从事生猪屠宰约400户;从事木材经营200户。

### 半路村
有2个村民小组，339户，1190口人。耕地面积52.2公顷。2007年工农业产值1.13亿元，人均纯收人9888元。从事大牲畜屠宰约210户。村党支部书记:仲济兵;会计:涂传禄。

### 顾庄村
由原顾庄、陈三庄两个村合并而成。有4个村民小组，375户，1450口人。耕地面积108.07公顷。2007年工农业总产值3006万元，人均纯收人7893元。从事柳编加工约160户。

### 邵林村
由原邵林和刘庄两个村合并而成。有3个村民小组，330户，1290口人。耕地面积92.4公顷。2007年工农业总产值2343万元，人均纯收人8471元。从事家禽饲养约200户;从事建筑业约80户。

### 东上堰村
由原大上、中上两个村合并而成。有4个村民小组，426户，1606口人。耕地面积110.8公顷。2007年工农业总产值2011万元，人均纯收人7610元。从事花生加工约280户。

### 西上堰村
由原西上、卢上、张村3个村合并而成。有5个村民小组，547户，2070口人。耕地面积133.93公顷。2007年工农业总产值2650万元，人均纯收人8887元。

### 司坞村
由原司坞、南庵两个村合并而成。有4个村民小组，368户，1320口人。耕地面积94.27公顷。2007年工农业总产值2468万元，人均纯收人7839元。从事牲畜饲料及牧草种植178户。

### 古河套村
有6个村民小组，808户，3150口人。耕地面积114公顷。2007年工农业产值3.10亿元，人均纯收人9257元。从事塑料加工业约700户。

### 柏南庄村
有3个村民小组。370户，1520口人。耕地面积161.6公顷。2007年工农业产值1.25亿元，人均纯收人8647元。从事蔬菜种植约320户。

### 五里墅村
由原五里墅、代岭、徐南庄、许南庄4个村合并而成。有8个村民小组，992户，3811口人口人。耕地面积72.87公顷。2007年工农业产值2.巧亿元，人均纯收人8647元。从事出国劳务与大棚种植户约500户。

### 新合村
由原汪庄、大元、林头、杜高4个村合并而成。有4个村民小组，504户，2013口人。耕地面积143公顷。2007年工农业产值7513万元，人均纯收人8002元。从事出国劳务80人。

### 大高巅村
由原大高、高庙2个村合并而成。有5个村民小组，687户，2430口人。耕地面积88.93公顷。工农业产值1.01亿元。人均纯收人8963元。从事家禽屠宰及塑料大棚种植350户。

### 陈高巅村
有4个村民小组，513户，1893口人，耕地面81.33公顷。2007年工农业产值1021万元，人均纯收人7981元。

### 东湾村
由原丁湾、于湾、王湾、张湾4个村合并而成。有4个村民小组521户，2106口人。耕地面积70.8公顷。2007年工农业产值4300万元，人均纯收人9142元。从事特种养殖、稻田养蟹300户。

### 西湾村
由原祁湾、尚湾、焦湾3个村合并而成。有3个村民小组，321户，1327口人。耕地面积89.87公顷。2007年工农业产值1547万元，人均纯收人7940元。

### 杨庄村
由原杨庄、左庄、大湾3个村合并而成。有6个村民小组，804户，3080口人。耕地面积246.54公顷。2007年工农业产值1.42亿元，人均纯收人8594元。文峰木业有限公司加工桐木出口国外，是镇、村龙头企业。

### 木头沟村
有3个村民小组，410户，1584口人。耕地面积110.53公顷。2007年工农业产值6907万元，人均纯收人9227元。

### 仲庄村
由原仲庄、居庄2个村合并而成。有8个村民小组953户，3925口人。耕地面积261.4公顷。2007年工农业产值2.00亿元，人均纯收人9611元。从事粮食加工已形成规模，拥有米厂、面粉厂近20家，年加工粮食8万吨。

### 邵三庄村
有3个村民小组270户，1006口人。耕地面积92.27公顷。2007年工农业产值1295万元，人均纯收人8051元。有2个中型木板加工厂，专业加工出口板皮。

### 东官庄村
有大石桥、小官庄、林庄3个村合并而成。有3个村民小组，348户，1476口人。耕地面积127.27公顷。2007年工农业产值2194万元，人均纯收人7864元。从事鹤鹑养殖有80户。

### 玉兰庙村
由玉兰庙、于顶、柏藉埃3个村合并而成。有6个村民小组，698户，2518口人。耕地面积203.33公顷。2的7年工农业产值3058万元，人均纯收人7836元。

### 藕埃村
由徐埃、张埃2个村合并而成。有6个村民小组，607户，2516口人。耕地面积150.07公顷。2007年工农业产值3559万元，人均纯收人7985元。

### 伞庄村
由大伞、小伞2个村合并而成。有5个村民小组，612户，2361口人。耕地面积266.07公顷。2007年工农业产值2587万元，人均纯收人7807元。

### 卜都村
有4个村民小组，484户，1688口人。耕地面积135.87公顷。2007年工农业产值3090万元，人均纯收人4130元。

### 李宅村
由李宅、孙桥2个村合并而成。有4个村民小组560户，1560口人。耕地面积:136.4公顷。2007年工农业产值1385万元，人均纯收人7722元。

### 柳树村
由柳树、冲田汪2个村合并而成。有6个村民小组，541户，2214口人。耕地面积179.53公顷。2007年工农业产值2990万元，人均纯收人7616元。

### 黑坡村
由仲马、昊坡、刘坡3个村合并而成。有8个村小组，783户，3196口人。耕地面积238.27公顷。2007年工农业产值1.19亿元，人均纯收人7954元。

### 西官庄
由李官庄、匡林2个村组成。有3个村民小组，286户，1116口人。耕地面积95.93公顷。2007年工农业产值1542万元，人均纯收人7652元。

### 大毛庄村
有2个村民小组，207户，802口人。耕地面积49.33公顷。2007年工农业产值1019万元，人均纯收人7698元。

### 官河村
由仲官河、董官河、周宅3个村合并而成。有6个村民小组，591户，2303口人。耕地面积117.4公顷。2007年工农业产值6143万元，人均纯收人7643元。有70户从事运输业。

### 赵官河村
有4个村民小组，475户，1765口人。耕地面积78.6公顷。2007年工农业产值6034万元，人均纯收人7939元。有320户从事木器加工业。

### 柳湖村
有3个村民小组，287户，1310口人。耕地面积72.53公顷。20()7年工农业产值5700万元，人均纯收人8045元。有120户从事花生收购加工业。

### 鱼落村
由鱼落村、克桥2个村合并而成。有4个村民小组，505户，1856口人。耕地面积117.87公顷。2007年工农业产值2292万元，人均纯收人7831元。

### 吴庄村
由东吴、西吴、小庄3个村合并而成。有4个村民小组，415户，1以刃口人。耕地面积97.27公顷。2007年工农业产值3792万元，人均纯收人7770元，有120户从事养鸡业，60户种植蔬菜大棚。